# Thomas Pingo
Thomas Pingo (1714-1776) est un médailleur et graveur sur métal britannique.

## Biographie
Né à Londres, Thomas Pingo est le fils de Thomas Pingo senior, originaire d'Italie, né en 1688 et mort après 1742, installé à Londres à Plumbtree Court et dont la famille est établie en Angleterre depuis le milieu du XVIIe siècle, autour de la paroisse de St Martin-in-the-Fields. 
Thomas Pingo travaille pour la Royal Mint, dont il devient le graveur général adjoint en 1771.
Il a conçu les portraits gravés de Charles Edward Stuart et du roi George III.
Ses deux fils, Lewis Pingo (1743–1830) et John Pingo, deviennent également médailleurs ; Lewis succède à son père à la Royal Mint en 1776.